# For Today (banda)
For Today fue una banda estadounidense de,Metalcore proveniente de Sioux City, Iowa, formada en 2005. Actualmente están firmados con Nuclear Blast. han lanzado dos EP, y seis álbumes de estudio, Ekklesia el 1 de abril de 2008, Portraits el 9 de junio de 2009,, Breaker anunciado el 26 de mayo de 2010 a través de su MySpace, y fue lanzado el 31 de agosto de 2010, su cuarto álbum de estudio Immortal fue lanzado el 29 de mayo de 2012 , el quinto álbum Fight The Silence fue lanzado el 4 de febrero de 2014 y su más reciente álbum Wake lanzado el 2 de octubre de 2015. 
For Today tocó en muchos conciertos junto a otras bandas como Emmure, Stick to Your Guns, Evergreen Terrace y Océano. En el pasado.habían compartido conciertos con bandas como Saving Grace, The Chariot, MyChildren MyBride y muchos conciertos en directo en el Festival de Cornerstone, Facedown hard o el Metal Fest alemán, que se celebró en octubre de Friedewald. La banda también estuvo de gira con The Devil Wears Prada en la gira Dead Throne en Estados Unidos , junto con Whitechapel y Enter Shikari en noviembre de 2011.

## Historia

### Ekklesia(2007-2008)
La banda fue fundada en 2005 por Ryan Lietru, Mike Reynolds, David Morrison, y Jon Lauters. Lauters y el vocalista Matt Tyler, se unió a la banda poco después de su formación, (que más tarde se conoció como Madison Skylights) abandonaron la banda más tarde y fueron remplazados por Mattie Montgomery (exintegrante de Besieged) y Brennan Schaeuble. Schaeuble abandono la banda y entra el hermano de Ryan Brandom. El 1 de abril de 2008, lanzaron su primer álbum de estudio , producido por Facedown Records, Ekklesia (un término bíblico de la koiné griega que normalmente denota las personas colectivas de Dios , sino que por lo general se traduce como "Cuerpo de Cristo" o "la Iglesia".

### Portraits (2008-2009)
El 8 de mayo de 2008 aparecieron las canciones del exitoso álbum Portraits, "Agape". El álbum salió a la venta el 9 de junio de 2009, y alcanzó el puesto N ° 15 de la lista Billboard cristiano. Diferentes personalidades bíblicas son retratados en el álbum, como los profetas Ezequiel, Joel, Elías e Isaías , y el fariseo Nicodemo , Zacarías , Saulo (Pablo) de Tarso y Emmanuel (Jesús). La última canción del álbum, ' Talmidim' (que denota los discípulos de un rabino, aquí se hace referencia a todos los discípulos de Jesús) cita a Ezequiel 36: 26-28 y describe lo que significa ser un cristiano.

### Devastator(2009-2010)
Tras varias giras, For Today empieza a escribir un nuevo álbum el cual recibe el nombre "Devastator" que salió el 31 de agosto de 2010. Este álbum tiene un total de 12 canciones, la canción "Devastator" fue uno de los sencillos. Este álbum fue grabado, masterizado y producido por Will Putney.

### Immortal(2010-2012)
Tras firmar con Razor & Tie Records, la banda estaba en el estudio de grabación el 6 de enero de 2012 hasta el 8 de febrero de 2012 en The Machine Shop en Nueva Jersey. También anunciaron que Will Putney , quien produjo su álbum anterior, podría producir este álbum. El primer sencillo del álbum fue "Fearless ", fue lanzado el 6 de marzo de 2012. Ellos tocaron en un tour llamado "Fight The Silence" recorrieron junto A Skylit Drive, Stick to Your Guns, MyChildren MyBride, y Make Me Famous. El nuevo álbum inmortal , fue lanzado el 29 de mayo de 2012. 
El 15 de junio de 2012, se anunció que el batería David Morrison renunció a la banda, para hacer el trabajo de misionero en América del Sur con extremos Ministerios Nazarenos. David Puckett (antes de The Crimson Armada) fue anunciado como el nuevo batería.

### Prevailer(2012-2013)
El guitarrista Mike Reynolds también dejó la banda a principios de 2013, a fin de que él y su esposa para inscribirse en la Biblia en la universidad, y trabajar como misionero en el Medio Oriente. Este anuncio se produjo después de los polémicos comentarios que Reynolds hizo en Twitter en la que dijo "no hubo tal cosa como un cristiano homosexual". La reacción provocada por sus comentarios impulsó la acción de Mattie Montgomery que ha publicado una respuesta en YouTube donde él dio su número de teléfono y le ofreció su corazón y tiempo para cualquiera que quisiera hablar de lo que se había dicho, orar, expresar sobre la religión, o simplemente buscar consejo. Reynolds fue reemplazado por el guitarrista Sam Penner exguitarrista de In the Midst of Lions.
El 2 de abril de 2013, la banda lanzó un nuevo EP llamado prevailer, con cuatro nuevas canciones, una canción acústica, y un DVD , material de archivo de música en directo y un documental de la historia de la banda.

### Fight The Silence(2013-2014)
El 24 de octubre de 2013, la banda lanzó un nuevo video "Fight The Silence" , en su canal oficial de YouTube. De acuerdo con la descripción del vídeo , la banda lanzará un nuevo álbum en 2014. Este álbum salió a la venta el 4 de febrero de 2014, con 11 canciones. El 15 de abril de 2015, Samuel Penner anunció que se separó de la banda por varias razones.

### Wake(2015-presente)
El 3 de enero de 2015, la banda anuncia próximo álbum mediante Facebook diciendo 

Nuestro nuevo año 2015 es escribir el mejor álbum de For Today sin embargo... Aqui Vamos
For Today

La banda firma un sello discográfico con nuclear blast, y el álbum salió a la luz el 2 de octubre de 2015 con 12 canciones. El 5 de julio de 2016 la banda anuncia su separación mediante Facebook

Después de más de 11 años como banda, 6 álbumes de larga duración y 1 EP, hemos decidido hacer 2016 el último año de For Today. Cuando empezamos con la banda en el 2005, nunca nos imaginamos que nuestra música saldría fuera de sioux city, Iowa, y mucho menos nos llevará por todo el mundo varias veces. Nuestras vidas han sido muy afectadas por el tiempo que pasamos haciendo música y gira. Nos reunimos con nuestras esposas, hijos y nos trasladamos a distintos estados debido a For Today. Ha sido una experiencia increíble, pero sentimos que ahora es el momento de cerrar este capítulo de nuestras vidas y seguir adelante. No hay detrás de las escenas de drama desacuerdos entre los miembros de la banda. Que todos seamos mejores amigos y seguirán siendo mucho después de que la banda se ha acabado.
Queremos dar las gracias a todos los que han hecho esto posible, especialmente a los fans que nos han mantenido durante tantos años. Por eso es que estamos muy contentos de anunciar que estamos haciendo una extensa gira de despedida, llegando a todas nuestras ciudades favoritas en el país, así como algunas fechas internacionales. Ven a pasar el rato con nosotros una vez más y vamos a hacer estos últimos muestra algunos que nunca olvidaremos!
For Today

## Integrantes

### Miembros actuales
- Mattie Montgomery - Voz gutural (2007–presente)
- Brandon Leitru - Bajo (2005–presente)
- Ryan Leitru - Guitarra líder, voz (2005–presente)
- David Puckett - Batería, percusión (2012–presente)

### Miembros anteriores
- Jon Lauters – bajo (2005)
- Brennan Schaeuble –bajo (2005)
- Matt Tyler (Madison Skylights) - voz gutural (2006-2007)
- David Morrison - batería, percusión (2005-2012)
- Mike Reynolds - guitarra rítmica (2005-2013)
- Sam Penner - guitarra rítmica (2013–2015)

## Discografía

### Álbumes de estudio
| Ekklesia                                                 | - Lanzado: 1 de abril de 2008 - Discográfica: Facedown - Formatos: CD, descarga digital        | —  | —  | —  | —  | — | —  |
| Portraits                                                | - Lanzado: 9 de junio de 2009 - Discográfica: Facedown - Formatos: CD, descarga digital        | —  | 14 | 40 | —  | — | 15 |
| Breaker                                                  | - Lanzado: 31 de agosto de 2010 - Discográfica: Facedown - Formatos: CD, descarga digital      | 54 | —  | 8  | 20 | 8 | 3  |
| Immortal                                                 | - Lanzado: 29 de mayo de 2012 - Discográfica: Razor & Tie - Formatos: CD, descarga digital     | 15 | —  | 3  | 7  | 1 | 1  |
| Fight The Silence                                        | - Lanzado: 4 de febrero de 2014 - Discográfica: Razor & Tie - Formatos: CD, descarga digital   | 32 | —  | 4  | 7  | 2 | 2  |
| Wake                                                     | - Lanzado: 2 de octubre de 2015 - Discográfica: Nuclear Blast - Formatos: CD, descarga digital |    |    |    |    |   |    |
| "—" representa un lanzamiento que no figuró en la lista. |                                                                                                |    |    |    |    |   |    |

### EP
| Your Moment, Your Life, Your Time                        | - Lanzado: 2006 - Discográfica: Independiente - Formatos: CD                               | —  | —  | —  | — | — |
| Prevailer                                                | - Lanzado: 2 de abril de 2013 - Discográfica: Razor & Tie - Formatos: CD, descarga digital | 47 | 12 | 14 | 2 | 2 |
| "—" representa un lanzamiento que no figuró en la lista. |                                                                                            |    |    |    |   |   |

## Videografía
| Título                              | Año  | Director          | Álbum     |
| ----------------------------------- | ---- | ----------------- | --------- |
| Agape                               | 2008 | Cale Glendening   | Ekklesia  |
| Saul Of Tarsus (The Messenger)      | 2010 | Drew Russ         | Portraits |
| Devastator                          | 2010 | Scott Hansen      | Breaker   |
| Seraphim                            | 2011 | Drew Russ         | Breaker   |
| Fearless                            | 2012 |                   | Immortal  |
| Foundation                          | 2012 |                   | Immortal  |
| Flesh And Blood                     | 2013 | Prevailer         |           |
| Fight The Silence                   | 2013 | Fight The Silence |           |
| Break the Cycle (con Matty Mullins) | 2014 | Fight The Silence |           |